# Mansila (Burkina Faso)
Mansila est une commune située dans le département éponyme, dans la province du Yagha, région du Sahel, au Burkina Faso.